# John Hawkes (tennista)
John Bailey «Jack» Hawkes (Geelong, 7 de juny de 1899 – Geelong, 31 de maig de 1990) fou un exjugador de tennis australià.

## Biografia
De ben jove va destacar en diversos esports, inicialment en el cricket, però posteriorment es va veure més atret pel tennis per la influència de la llegenda australiana i amic de la família, Norman Brookes. La temporada més destacada fou l'any 1926, quan va guanyar les tres proves de l'Australasian Championships. L'any següent es va quedar a les portes de repetir la gesta però no es va poder imposar en la final individual després d'un partit maratonià contra la seva parella de dobles masculins, Gerald Patterson.
En el seu palmarès destaquen un total de nou títols de Grand Slam: un individual, tres de dobles masculins i cinc de dobles mixts. També va formar part de l'equip australià de Copa Davis durant la primera meitat de la dècada de 1920, però de forma controvertida, no hi va ser inclòs en els seus millors anys en quan a resultats.
En retirar-se del tennis es va involucrar en la gestió de l'empresa familiar Hawkes Broters fins a la seva jubilació a principis dels anys 70. Va morir el 31 de maig de 1990, als 90 anys a causa d'una malaltia. El van sobreviure la seva dona Mickey i els seus fills Ann, Sally, Sue i John.

## Torneigs de Grand Slam

### Individual: 2 (1−1)
| Resultat  | Núm. | Any  | Campionat                  | Oponent          | Marcador                  |
| --------- | ---- | ---- | -------------------------- | ---------------- | ------------------------- |
| Guanyador | 1.   | 1926 | Australasian Championships | James Willard    | 6−1, 6−3, 6−1             |
| Finalista | 1.   | 1927 | Australian Championships   | Gerald Patterson | 6−3, 4−6, 6−3, 16−18, 3−6 |

### Dobles masculins: 7 (3−4)
| Resultat  | Núm. | Any  | Campionat                      | Parella          | Oponents                             | Marcador             |
| --------- | ---- | ---- | ------------------------------ | ---------------- | ------------------------------------ | -------------------- |
| Guanyador | 1.   | 1922 | Australasian Championships     | Gerald Patterson | James Anderson Norman Peach          | 8−10, 6−0, 6−0, 7−5  |
| Finalista | 1.   | 1925 | US Championships               | Gerald Patterson | Richard N. Williams Vincent Richards | 2−6, 10−8, 4−6, 9−11 |
| Guanyador | 2.   | 1926 | Australasian Championships (2) | Gerald Patterson | James Anderson Pat O'Hara Wood       | 6−1, 6−4, 6−2        |
| Guanyador | 3.   | 1927 | Australian Championships (3)   | Gerald Patterson | Ian McInness Pat O'Hara Wood         | 8−6, 6−2, 6−1        |
| Finalista | 2.   | 1928 | Wimbledon                      | Gerald Patterson | Jacques Brugnon Henri Cochet         | 11−13, 4−6, 4−6      |
| Finalista | 3.   | 1928 | US Championships (2)           | Gerald Patterson | John Hennessey George Lott           | 2−6, 1−6, 2−6        |
| Finalista | 4.   | 1930 | Australian Championships       | Tim Fitchett     | Jack Crawford Harry Hopman           | 6−8, 1−6, 6−2, 3−6   |

### Dobles mixts: 7 (5−2)
| Resultat  | Núm. | Any  | Campionat                      | Parella      | Oponents                            | Marcador       |
| --------- | ---- | ---- | ------------------------------ | ------------ | ----------------------------------- | -------------- |
| Guanyador | 1.   | 1922 | Australasian Championships     | Esna Boyd    | Gwen Utz Harold Utz                 | 6−1, 6−1       |
| Finalista | 1.   | 1923 | US Championships               | Kitty McKane | Molla Bjurstedt Mallory Bill Tilden | 3−6, 6−2, 8−10 |
| Guanyador | 2.   | 1925 | US Championships               | Kitty McKane | Ermyntrude Harvey Vincent Richards  | 6−2, 6−4       |
| Guanyador | 3.   | 1926 | Australasian Championships (2) | Esna Boyd    | Daphne Akhurst James Willard        | 6−1, 6−4       |
| Guanyador | 4.   | 1927 | Australian Championships (3)   | Esna Boyd    | Youtha Anthony James Willard        | 6−1, 6−3       |
| Finalista | 2.   | 1928 | Australian Championships       | Esna Boyd    | Daphne Akhurst Jean Borotra         | Renúncia       |
| Guanyador | 5.   | 1928 | US Championships (2)           | Helen Wills  | Edith Cross Edgar Moon              | 6−1, 6−3       |

## Palmarès

### Equips: 1 (0−1)
| Resultat  | Núm. | Data                      | Torneig                             | Superfície | Equip                                            | Oponents                                                       | Marcador |
| --------- | ---- | ------------------------- | ----------------------------------- | ---------- | ------------------------------------------------ | -------------------------------------------------------------- | -------- |
| Finalista | 1.   | 1 − 5 de setembre de 1922 | Copa Davis, Nova York, Estats Units | Gespa      | Pat O'Hara-Wood Gerald Patterson Rupert Wertheim | Bill Johnston Bill Tilden Vincent Richards Richard N. Williams | 1−4      |